# Зибелист, Артур
Артур Зибелист (нем. Arthur Siebelist, * 21 июля 1870 г. Лошвиц, Дрезден; † 4 января 1945 г. Хитфельд, Харбург) — немецкий художник-импрессионист, живший и работавший на рубеже XIX и ХХ столетий.

## Жизнь и творчество

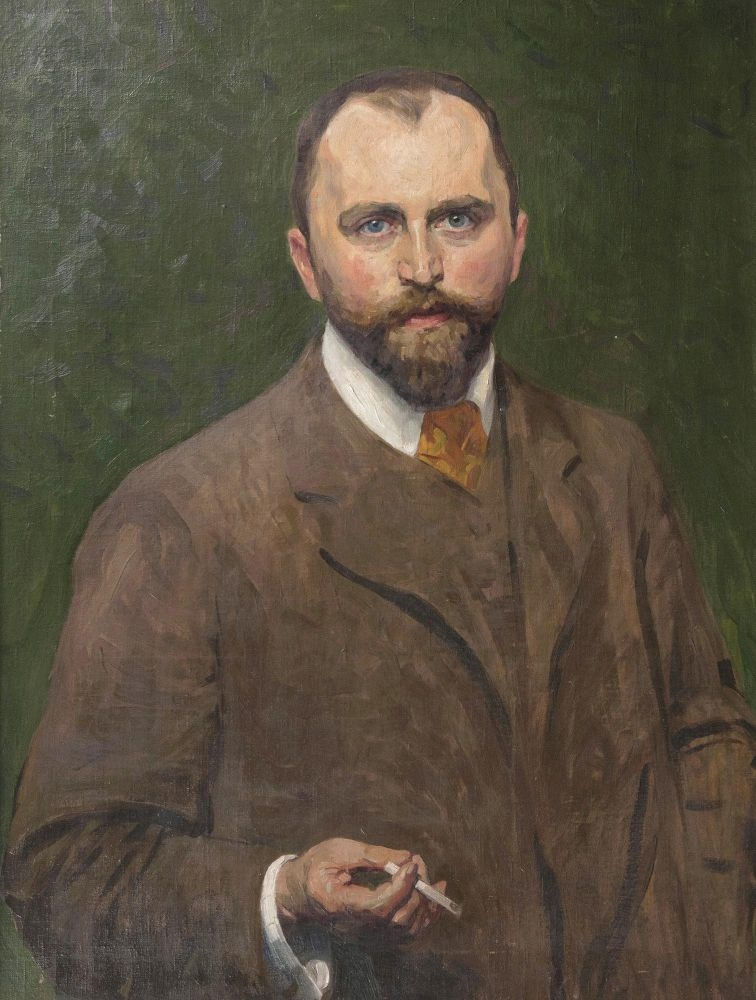
Автопортрет, около 1900

Детство и юность будущего живописца прошли в Гамбурге. В 1884 году он поступает в художественную школу Хульбе, а в 1890 году в течение года обучается в мюнхенском училище прикладного искусства. Затем совершает учебные поездки по Голландии, Франции, Италии и Англии. В 1897 году в Гамбурге, по инициативе директора гамбургского Кунстхалле Альфреда Лихтварка, организуется городской Клуб живописцев. Кроме Артура Зибелиста, его членами становятся такие художники, как Томас Хербст (1848—1915), Юлиус Волерс (1867—1953), Фридрих Шапер, Юлиус фон Эрен (1864—1944), Эрнст Эйтнер (1867—1955), Артур Иллис и другие. Совместно они участвуют в создании новой школы живописи, в основе обучения в которой лежал не академизм, а новаторство — работа на плэнере. Эта школа была открыта в 1899 году. А.Зибелист, по поручению Лихтварка, занимался подбором учеников и проведением занятий с ними «на свежем воздухе». В 1900 году у него учатся Франц Нёлькен, Фридрих Алерс-Хестерман, Фриц Фридрихс, Вальтер Розам и Вальтер Вольтмер. В 1902 году он пишет свою известную картину «Мои ученики и я», на которой изобразил себя и этих молодых художников. В 1903 году пятеро наиболее способных учеников, в том числе и Франц Нёлькен, были приняты в Клуб художников, в том же году Зибелист женится на своей ученице, Гертруде Булке. В 1904 году в школу Зибелиста приходят Анита Рее, Пауль Хенле (1887—1962) и Эдгар Бромберг (1883—1910). Финансовую поддержку школе оказывает гамбургский меценат Эрнст Румп.
В 1905 году Зибелист становится членом гамбургского Союза художников (основан в 1832 году), позднее вступает в германский Союз художников (основан в 1903 году). В 1908 году живописец переезжает в Хитфельд, куда и раньше выезжал со своими учениками на этюды. Мастерская его остаётся в Гамбурге.
К пятидесятилетию художника, в 1920 году в гамбургском Кунстхалле открывается большая экспозиция его работ, на которой были представлены более 100 его произведений — картины, графика, эскизы и прочее. В этом художественном музее Гамбурга и ныне выставлены восемь полотен Зибелиста. Ещё одна выставка работ А.Зибелиста проходила в 1935 году. Многие произведения мастера погибли во время Второй мировой войны. В 1997 году на выставке, посвящённой столетию гамбургского Клуба художников, были показаны пять его картин. Крупнейшая выставка его работ была организована в апреле-июне 2008 года гамбургской Шпаркассой, вместившей около 60 картин и графических произведений
У художника было пятеро детей, один из которых, Вальтер Зибелист (1904—1978), также стал живописцем.

## Галерея

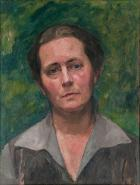
Портрет жены художника
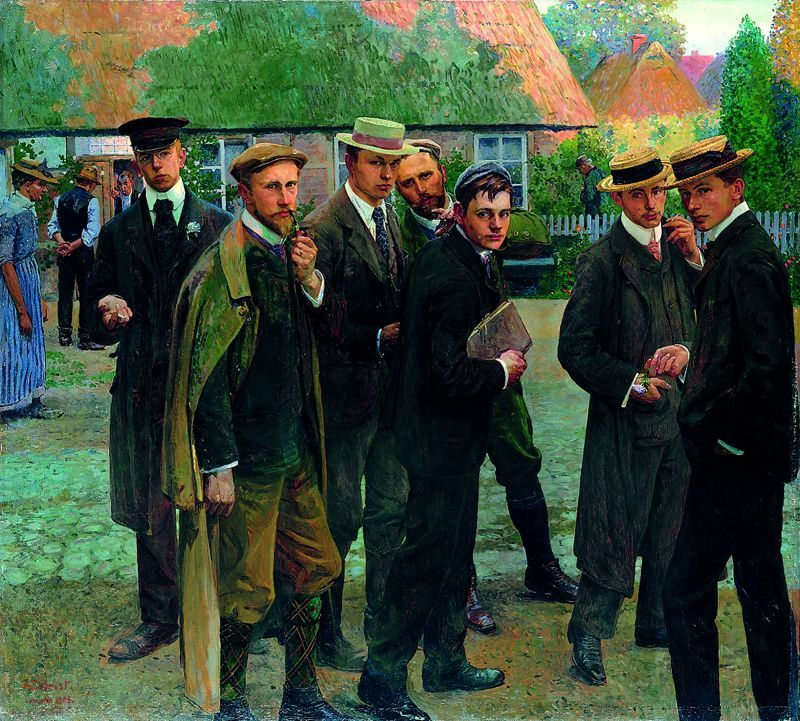
Мои ученики и я (1902)
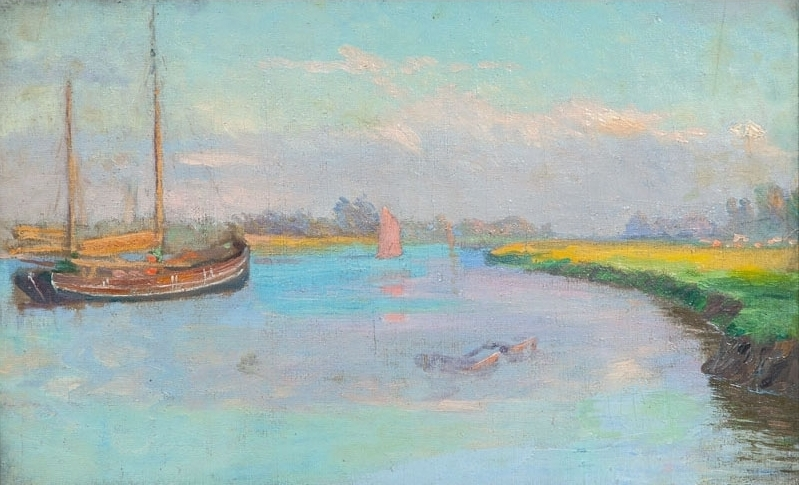
Лодки на Эсте
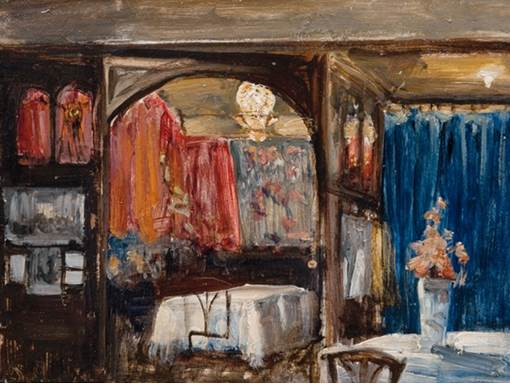
Райский уголок
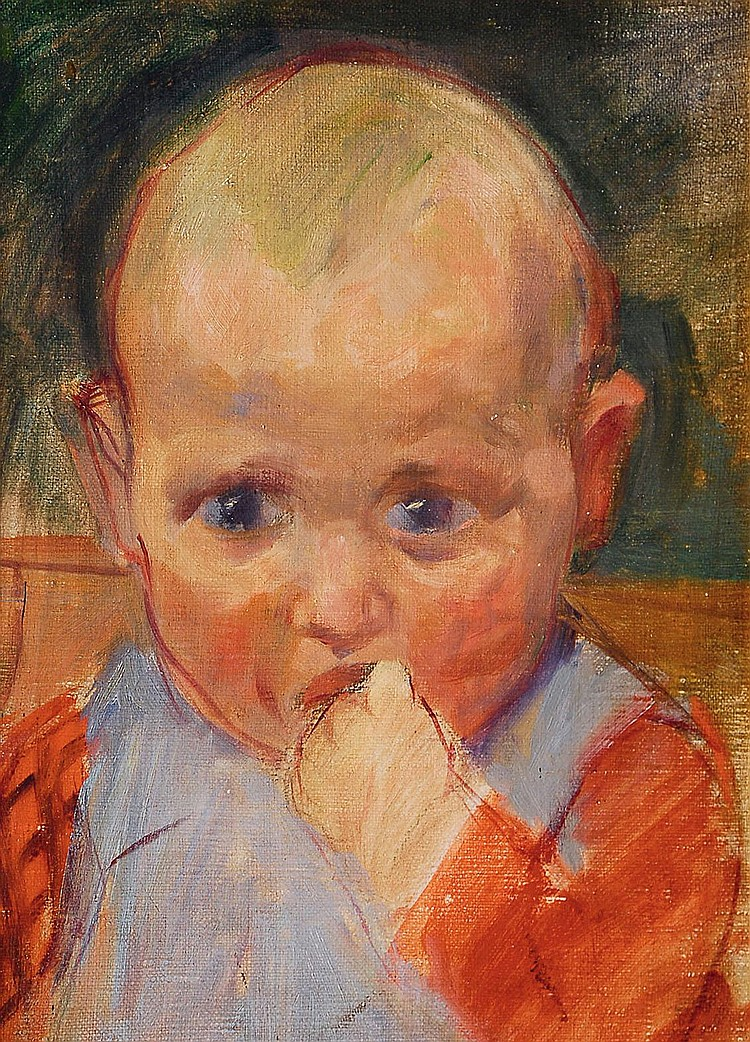
Портрет ребёнка